# Холм (Бабушкінський район)
Холм (рос. Холм) — присілок у складі Бабушкінського району Вологодської області, Росія. Входить до складу Тимановського сільського поселення.

## Населення
Населення — 44 особи (2010; 55 у 2002).
Національний склад (станом на 2002 рік):
- росіяни — 98 %